# Orup
Orup, właśc. Hans Thomas Eriksson (ur. 29 listopada 1958 w Huddinge) – szwedzki piosenkarz, muzyk i autor piosenek.
Początkowo występował w różnych zespołach muzycznych, np. Intermezzo (1975–1981), Ubangi (1982–1985) i Thereisno Orchestra (1986–1987). Solowo debiutował w 1987 wydaniem utworu „Jag blir hellre jagad av vargar”. Od tamtej pory wydał jedenaście albumów studyjnych: Orup (1988), Orup 2 (1989), Orupean Songs (1991), Stockholm & andra ställen (1992), Orup 5 - Jag vände mig om men det var ingen där (1993), Teddy (1998), Elva hjärtan (2000), Faktiskt (2006), Dubbel (2008, nagrany z Leną Philipsson), Född i november (2010) i Rosenthaler Platz (2013). Wylansował wiele przebojów, takich jak „Min mor sa till mej”, „Då står pojkarna på rad” czy „Stockholm”.